# Batalha do Lago Trasimeno
A Batalha do Lago Trasimeno, travada na primavera de 217 a.C. nas margens do lago Trasimeno, na província de Perúgia, Itália, foi uma batalha da Segunda Guerra Púnica, na qual Aníbal destruiu o exército romano de Caio Flamínio numa emboscada, matando-o.

## Antecedentes
Ansioso por administrar sua vantagem após a vitória em Trébia, na região da Emília, era vontade de Aníbal realizar a passagem dos Apeninos imediatamente. mas a crescente severidade do clima e a precária saúde de suas tropas estavam contra ele. Além disso, ele agora tinha que conviver com o temperamento gaulês — e os gauleses não aceitavam que uma vitória fosse seguida de mais ação, e sim de pilhagem e comemoração. Era um fator que Aníbal teria de levar em conta doravante. No momento, dera a eles, bem como às suas tropas, total liberdade para saquear as terras das redondezas, e "os romanos não tiveram paz mesmo em seus quartéis de inverno". Lívio nos diz que as cidades-guarnições de Placência e Cremona, que abrigavam os sobreviventes das legiões, estavam totalmente isoladas dos locais onde havia suprimentos e só podiam sustentar-se trazendo todos os víveres de que necessitavam através do rio Pó em barcaças. Na própria Roma, agora que se evidenciava a verdadeira situação, houve "tal consternação que as pessoas esperavam a aparição imediata do exército hostil na sua própria cidade, não sabendo o que fazer para ter qualquer esperança de ajuda e para defender seus portões e muralhas contra essa investida".

## O retorno de Semprônio a Roma
A chegada de Tibério Semprônio Longo a Roma, que com grandes riscos havia aberto seu caminho de volta através de uma região sob o domínio da cavalaria de Aníbal, facilitou a eleição dos novos cônsules para o ano de 217 a.C. Caio Flamínio e Cneu Servílio foram os cônsules escolhidos, sendo Flamínio eleito pela segunda vez. Ele havia adquirido grande popularidade junto ao povo por sua atitude hostil contra o senado e o partido da aristocracia. Gozava também de alto conceito por suas proezas militares em uma campanha anterior contra os gauleses. Enquanto Servílio comandaria as legiões baseadas em Arímino (atual Rimini), para Flamínio foi designada a bem-vinda tarefa de assumir o comando das tropas em Arécio (atual Arezzo), onde ele deveria barrar a passagem dos invasores em direção a Roma. Uma vez que ambos os exércitos consulares haviam sido dizimados na batalha do Trébia, quatro novas legiões foram imediatamente recrutadas — um sinal precoce de que o poderio humano de Roma provaria sua enorme capacidade.

## Aníbal e seu exército
Antes de cessar todas as operações naquele ano, Aníbal, a despeito de um ferimento adquirido numa ação de cavalaria, capturou o grande posto de trocas de Victúmulas. Ali havia sido recebido por uma população de gauleses hostis, que tentaram opor-se ao seu ataque à aldeia. Eles foram derrotados e exterminados por serem fiéis a Roma. Era vital, nesse primeiro estágio da guerra, que os gauleses do norte da península Itálica percebessem, desde o início, que a fortuna e a liberdade estavam em juntar-se ao cartaginês, mas Aníbal também queria mostrar que seria mais impiedoso que os romanos quando contrariado.
As relações pessoais de Aníbal com os gauleses que se uniam ao seu exército, agora e mais tarde em suas campanhas, eram importantíssimas para que tivesse êxito na Itália. O que ele lhes prometeu, assim como aos seus próprios homens que o seguiram desde a Península Ibérica, foi a liberdade completa e o direito, por conquista, às terras que fizessem suas. Uma vez que a vida dos guerreiros gauleses, naqueles tempos, girava em torno da guerra, geralmente contra seus companheiros gauleses, e eles dificilmente adotavam o modo de se estabelecer dos italianos, que eram agricultores antes de mais nada, o apelo da batalha e da pilhagem era irresistível. Não desejavam nada além disso; acreditavam que morrer em batalha era o mais apropriado para um homem — e que seus espíritos, em qualquer caso, sobreviveriam. Sua perspetiva de vida era a do mundo homérico; em quase todos os aspetos faziam lembrar os escandinavos de séculos posteriores. Banqueteando-se e bebendo vinho, vangloriando-se de seus feitos, ouvindo contos de heroísmo de seus trovadores, eles eram, ao mesmo tempo, valentes e ingênuas crianças. Colares, pulseiras e anéis de ouro demonstravam sua riqueza; os corpos sem armadura demonstravam o seu desprezo pelo inimigo (até que fossem treinados na utilização de corseletes cartagineses e romanos). E assim iam eles mundo afora, vestidos com calças compridas — ao contrário dos homens do Mediterrâneo, que viam nas compridas polainas do norte a marca do selvagem. Deles o historiador Diodoro escreve que alegremente se atiravam a combates individuais pelo incidente mais trivial em suas festas de bebedeiras, e que eram amantes de canções sobre as grandes façanhas de seus ancestrais. "Eles aumentam os elmos de bronze que usam com chifres, para aparentarem maior tamanho. Carregam sobre seus corpos escudos incrustados com a cabeça de bronze de algum animal. Falam por meio de enigmas, apenas insinuando seu pensamento, sempre exaltando a si mesmos. Horríveis em aspeto, eles parecem ameaçadores; também têm uma aguçada destreza e são frequentemente rápidos no aprendizado".
Eram estes os homens que formariam o grosso do exército de Aníbal por muitos anos, e ele precisava impressioná-los acima de tudo — não somente com sua inteligência e astúcia, com uma bravura que se igualaria à deles no campo de batalhas, mas com alguma qualidade que parecesse diferenciá-lo de outros seres humanos. Como homem culto e nobre cartaginês, descendente de gerações de homens ricos e nobres, estava acostumado às maneiras diante das quais o homem simples pode se impressionar e até apavorar-se. Em sua equipe pessoal achava-se um sacerdote e vidente cartaginês, e Aníbal deve ter sido versado nas habilidades com as quais o sacerdócio" agia sobre as superstições dos ignorantes. Políbio, quase certamente citando alguma autoridade primitiva da época, afirma que foi "durante o inverno que ele adotou um artifício verdadeiramente púnico. Temendo a inconstância dos celtas e possíveis atentados à sua vida, devido ao fato de as relações amigáveis com eles serem bastante recentes, ele tinha várias perucas fabricadas e tingidas de modo a produzirem a aparência de pessoas de diferentes idades, e vivia a trocá-las constantemente, ao mesmo tempo que se vestia de acordo com a peruca; assim, não somente os que o viam de relance, mas até mesmo seus familiares achariam difícil reconhecê-lo".
Aníbal possuía bons motivos para temer um atentado à sua vida, pois durante seus poucos meses na Península Itálica fora responsável pela morte de muitos gauleses — entre os taurinos, antes da batalha do Trébia, e recentemente em Victúmulas — e ele sabia como o código dos laços de sangue funcionava entre eles. Ele se lembrava do destino de seu cunhado Asdrúbal, assassinado na Península Ibérica por alguma desavença não especificada. Seu ferimento recente também deve ter servido para rememorá-lo de que dele, e somente dele, dependia o sucesso da guerra contra Roma. Não somente Asdrúbal, mas também seu pai Amílcar Barca, morto em batalha, haviam perecido antes de poderem cumprir o grande juramento que haviam feito sobre o altar — vingar-se de Roma por seu pérfido tratamento a Cartago. Muitos milhares já haviam tombado em consequência desse juramento, e estava claro para Aníbal que, ao colocar sua mão sobre as oferendas sacrificiais, ele não tinha somente firmado um compromisso: na verdade, sem ele a causa cartaginesa estaria arrasada.

## A logística de Aníbal
As notícias vindas da Península Ibérica eram más. Sob o ataque das legiões romanas, comandadas pelo irmão do cônsul Cipião, as forças cartaginesas no norte da Península haviam sido derrotadas. A maior parte da região entre os Pirenéus e o rio Ebro estava agora em mãos romanas e, contrariando em suas esperanças e expectativas, Aníbal não poderia mais receber reforços por terra pelo caminho de onde viera. Além do mais, os romanos, utilizando adequadamente seu domínio do mar, haviam frustrado uma tentativa cartaginesa de desembarcar reforços perto de Pisa. As comunicações de Aníbal foram eficientemente estranguladas e, embora seu primeiro combate na península Itálica tivesse sido bem-sucedido, a estratégia romana de longo prazo para reduzir a fonte de poder cartaginesa — a Hispânia — e impedir sua assistência pelo mar estava quase dando resultado.
"Roma", escreveu William O'Connor Morris, "era uma grande nação, e Cartago um malgovernado Estado", e a verdade dessas palavras ficaria ainda mais evidente à medida que os anos passassem. Aníbal não possuía outra fonte segura de reservas senão os gauleses da Península Itálica: dependia deles, e todo o sucesso da expedição residia no fato de permanecer vivo. Suas esperanças, naquele momento, também devem ter sido mantidas pela possibilidade de seduzir e atrair os aliados latinos de Roma, que em muitos aspetos formavam o grosso de seus exércitos. Se conseguisse destruir a confederação que mantinha esses Estados unidos, ele privaria Roma de sua principal fonte de poderio humano e a isolaria. Por esse motivo, tanto no presente quanto no futuro, teria o cuidado de fazer uma distinção entre os prisioneiros que capturasse: os romanos eram reduzidos à posição de escravos, mas os aliados eram tratados gentilmente e, na medida do possível, enviados de volta aos seus lares com a mensagem de que os cartagineses não possuíam qualquer inimizade com eles. Sua guerra era contra Roma.

## O deslocamento do exército

Movimentação das forças na Batalha do Lago Trasimeno.

No começo da primavera, devidamente certificado de que os gauleses estavam refeitos e ansiosos para deixar seu próprio território e avançar sobre a terra do inimigo, Aníbal ordenou o deslocamento do exército para o sul rumo à Etrúria. Sabendo que a rota oriental por Arímino (atual Rimini) no Adriático estaria guardada por duas legiões consulares, e tendo, sem dúvida, descoberto que a outra força principal o aguardava no flanco ocidental dos Apeninos em Arécio (atual Arezzo), decidiu tomar uma rota que os romanos não tivessem previsto. O caminho escolhido era mais direto, mas suas desvantagens logo se tornariam evidentes. Parece provável que, tendo marchado até atingir Bolonha, ele então virou a oeste, cruzando os Apeninos pelo Passo Colina até perto de Pistoia. Surgiu no vale do rio Arno inferior, uma região alagada e extremamente pantanosa.
A ordem do exército na marcha, no dizer de Políbio, é interessante, uma vez que mostra a confiança que ele depositava sobre as várias unidades nacionais. Na vanguarda iam os africanos e espanhóis e todas as tropas mais disciplinadas, sendo que o comboio de bagagem estava disposto entre eles; atrás, formando o corpo principal, vinham os milhares de gauleses, e na retaguarda ficava a cavalaria, tanto pesada quanto ligeira, preparada para agir se houvesse qualquer tentativa de atacar o exército; esta última formação também constituía uma formidável advertência a quaisquer gauleses que viessem a pensar em deserção se o avanço ficasse difícil. A travessia dos pântanos do Arno inferior foi quase tão difícil para as tropas, guardadas as devidas proporções, quanto haviam sido os últimos estágios nos Alpes. "Todo o exército", diz Políbio, "sofreu muito, principalmente pela falta de sono, pois tiveram que marchar através da água por três dias e três noites consecutivos.
A maioria dos animais de carga tombou e pereceu na lama; o único proveito que os homens podiam tirar dos animais que caíram era empilhar a carga em seus corpos e ficar sobre eles, permanecendo assim, fora de água e podendo tirar um pequeno cochilo durante a noite. Muitos dos cavalos também perderam seus cascos durante a contínua marcha na lama". Somente um elefante, dos trinta e sete com os quais eles cruzaram os Alpes, sobrevivera: este foi montado pelo próprio Aníbal no percurso através dos pântanos. Era possivelmente o único elefante indiano na tropa, uma vez que o antigo historiador Catão, o Velho referiu-se ao sobrevivente como Surus (o Sírio) e os elefantes indianos utilizados nas guerras antigas chegavam via Síria. Lívio pinta um retrato ainda mais áspero dos apuros do exército invasor do que o mostrado por Políbio, mas ambos confirmaram que Aníbal sofreu ali uma severa adversidade. "O próprio Aníbal, cujos olhos padeciam antes de mais nada, por causa do árduo clima de primavera, que se alternava entre quente e frio, cavalgava sobre o único elefante sobrevivente, podendo assim ficar mais acima da água. Mas a falta de sono, as noites (h)úmidas e o ar dos pântanos afetaram sua cabeça, e uma vez que ele não possuía nem lugar nem tempo para conseguir algum remédio, perdeu a visão em um de seus olhos". Juvenal mais tarde se refere a ele como "o comandante de um só olho, empoleirado em sua monstruosa besta (…)".
O que quer que ele e seus homens tenham sofrido nesses dias através dos pântanos do vale do Arno foi compensado pela imensa vantagem tática conseguida sobre o inimigo. A leste deles, Servílio e suas tropas vigiavam as estradas e desfiladeiros do lado Adriático da península Itálica, enquanto ao sul Flamínio esperava em Arécio (atual Arezzo) para barrar a estrada que conduzia a Roma. Aníbal não tinha qualquer intenção de encontrar o inimigo em outro campo que não o escolhido por ele próprio. Pretendia contornar Caio Flamínio e seguir direto para as planícies centrais da Itália.
Suas tropas queriam saquear a pilhar a terra do inimigo, e ele as levava diretamente para dentro das ricas planícies da Toscana — terra de tesouros desejados por muitos exércitos nos séculos seguintes. Rica em grãos e gado, a alegre terra da antiga Etrúria oferecia sua aldeia, seus animais e suas colheitas à horda furiosa que, como gafanhotos, vorazmente a invadia nos quentes dias da primavera. Aníbal estava bem ciente de que Flamínio, encalhado em Arécio (atual Arezzo), seria torturado pelas notícias que chegariam até ele informando sobre essa devastação. Flamínio partira para a estrada de Roma como o campeão da cidade — e fora ignorado. Ele também devia estar ciente de que a marcha bem-sucedida e aparentemente incontestada (sic) de Aníbal representava perigo político para Roma. Os etruscos, primeiros senhores da terra, sempre se ressentiram da dominação da cidade pela qual eles haviam combatido durante tanto tempo e com tanto esforço, e eles deveriam considerar aquele descendente dos fenícios mais próximo deles em sangue e cultura do que os romanos.
Aníbal lançou a isca para o seu oponente, e Flamínio atirou-se sobre ela. Embora muitos de seus oficiais o advertissem com veemência para que não atacasse até que se reunisse ao seu companheiro cônsul e suas forças, Flamínio levantou acampamento e partiu no encalço de Aníbal, "completamente sem noção de tempo ou lugar, empenhado apenas em cair sobre o inimigo (…)". Como Semprônio antes dele, possuía o desejo de ser visto como o único campeão e defensor de Roma e, mesmo que esse lado de sua personalidade não se tivesse feito presente, ele — como o cônsul mais próximo do invasor — não poderia permitir que tal humilhação pública das armas romanas continuasse por mais tempo. Aníbal logo deve ter ouvido as notícias de que o exército romano estava em marcha e permitido a si mesmo o prazer de um sorriso. Com calma e confiança, encaminhou suas forças, tendo a antiga cidade de Cortona à sua esquerda, e seguiu em direção ao lago Trasimeno, à sua direita.

## Geografia do lago Trasimeno na época

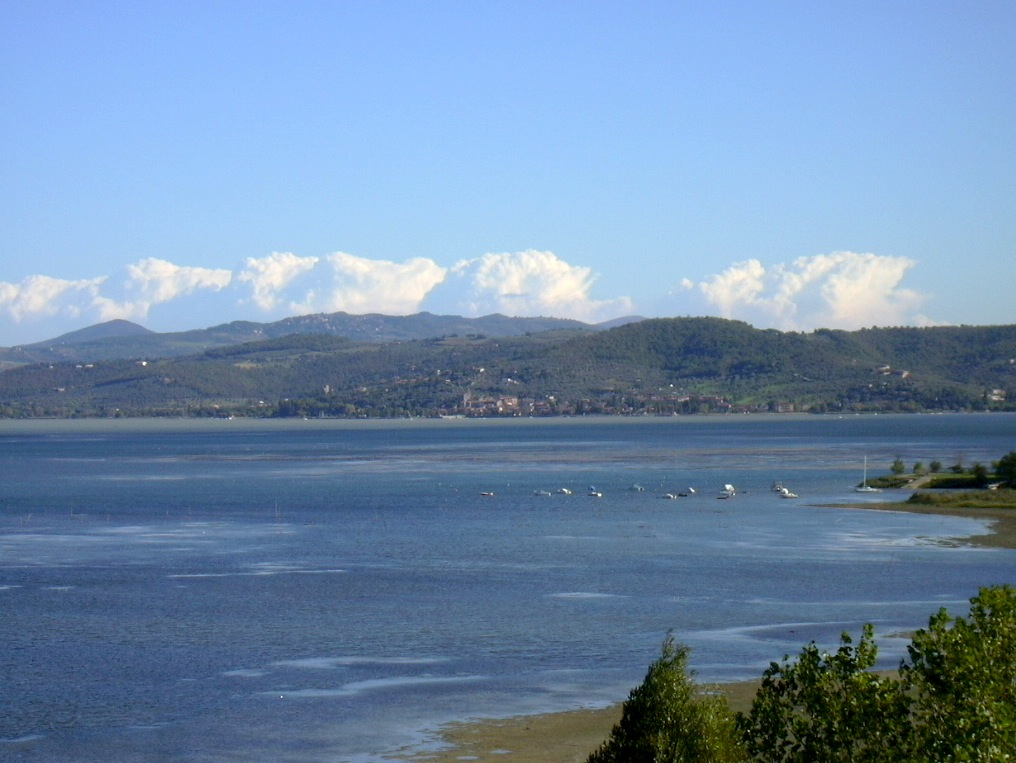
O lago Trasimeno, atualmente.

Como muitos outros locais de antigas batalhas, a região ao redor do Lago Trasimeno sofreu consideráveis transformações no decorrer dos séculos. Uma pequena planície rasa a norte do lago, rodeando o Rio Macerone, é, em grande parte, resultante de um depósito aluvial (assim como um deliberado rebaixamento do nível do lago no século XV) e não existia na época de Aníbal. O caminho pelo qual Aníbal chegou até o lago passava pelo desfiladeiro de Borghetto, Malpasso como é apropriadamente chamado, com a grande superfície enevoada do Trasimeno e suas duas ilhotas, Ilha Menor e Ilha Maior, refletindo nas águas à sua direita. À sua esquerda, onde o exército havia atravessado o que era então uma pequena bacia, o vale do rio, as colinas se distribuíam ao redor em forma de U.
Áridas ou com emaranhados de cistos e arbustos hoje em dia, as colinas, com toda certeza, possuíam uma densa cobertura naquela época. Uma vez transposta a estreita entrada de Malpasso, uma garganta com água de um dos lados e escarpas de outro, Aníbal veria adiante a extensa e proeminente cordilheira que abrigava o vale de Tuoro. Ali, pronta e imediatamente visível aos romanos assim que eles entrassem pelo Malpasso, ele iria estacionar uma relevante parte do exército.
Na Batalha de Trébia, ele foi suficientemente engenhoso para fazer com que a terra trabalhasse em seu favor, mas em Trasimeno a natureza havia preparado uma armadilha apropriada para um massacre. Semelhante à última câmara pela qual os grandes cardumes de atum são conduzidos, a "câmara da morte", a praia do lago serviria como o fundo e as colinas a oeste, norte e leste como laterais de contenção. Então, a leste, na longa cordilheira, Aníbal colocou suas melhores tropas, os africanos e ibéricos. Posicionados formalmente com estandartes e bandeiras, eles primeiro proclamariam ao cônsul, assim que ele atravessasse o desfiladeiro, que Aníbal havia disposto seu exército para uma fulminante batalha, tirando vantagem do fato de que as legiões teriam que avançar sobre uma escarpa para atacar. Os romanos não se intimidariam com isso — Caio Flamínio, ávido por enfrentar o inimigo, não permitiria que tais desvantagens o detivessem. Nas escarpas a oeste, que se estendiam em direção ao lago e que ficariam no flanco esquerdo dos romanos assim que eles transpusessem a Bacia do Macerone, Aníbal posicionou os gauleses e a cavalaria pesada cartaginesa; e a leste, numa prolongada linha, em solo plano abaixo das colinas, dispôs suas tropas leves, os fundibulários e os lanceiros. Tudo estava pronto. Agora era esperar que o longo corpo do exército romano se insinuasse através de Malpasso, para Aníbal, quando o inimigo estivesse no lugar desejado, fechar a porta. Os gauleses e a cavalaria se lançariam pelas escarpas à sua esquerda e bloqueariam a estrada atrás deles.

## Posicionamento dos exércitos e a batalha
Naquela noite, Caio Flamínio e a vanguarda da coluna romana chegaram ao lago e acamparam a oeste, fora de Malpasso. Eles tinham estado nos calcanhares de Aníbal e sabiam que ele deveria estar aquartelado não muito longe — em algum lugar adiante, talvez do outro lado da garganta do grande lago. Eles esperavam pelo amanhecer.

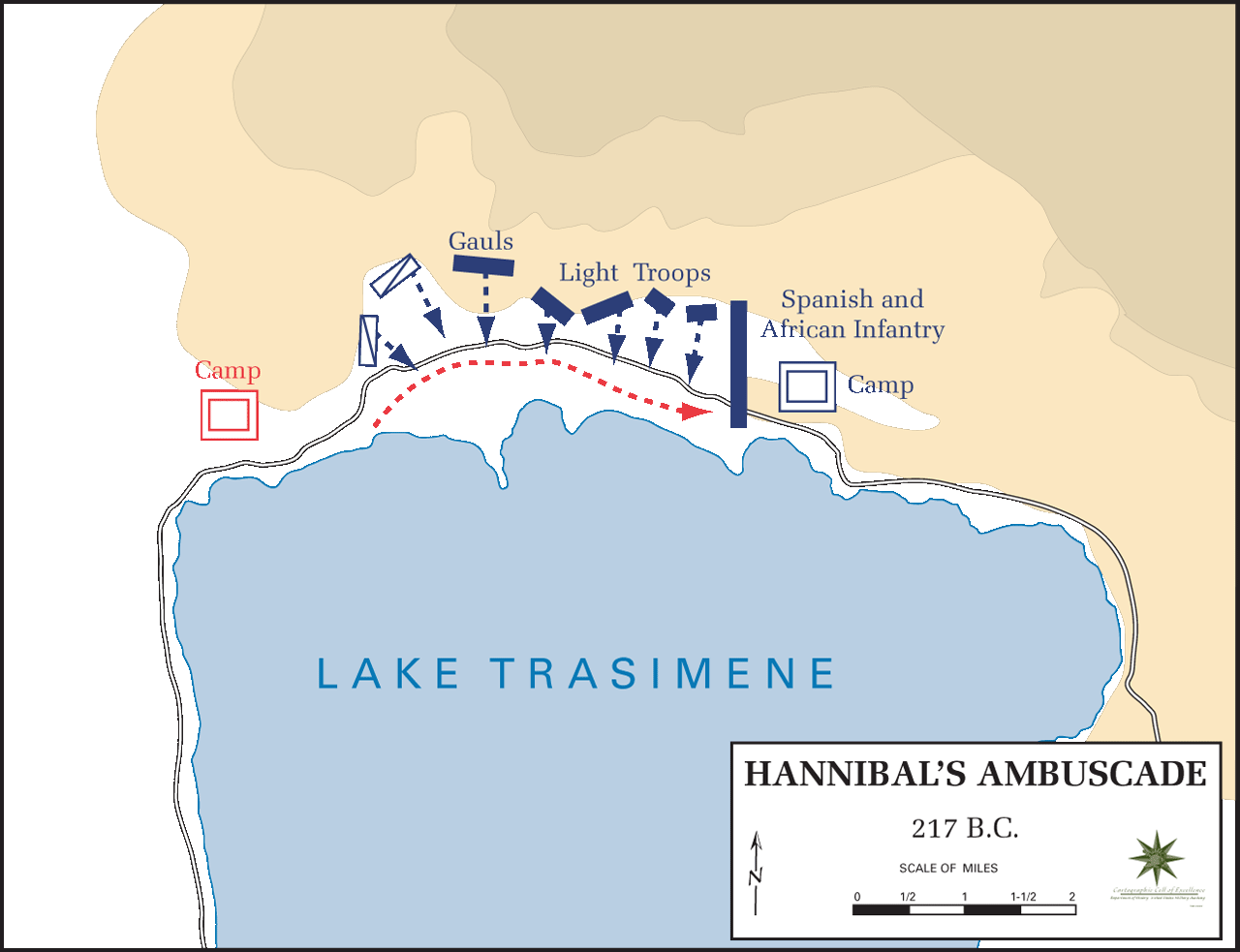
Esquema da Batalha (do Departamento de História, Academia Militar dos Estados Unidos).

A manhã estava muito nublada, fato não tão raro na primavera; o ar enevoado espalhava-se e escondia o lago, cobrindo densamente o vale do rio. Ansioso por se bater com o cartaginês antes que ele se aproximasse ainda mais de Roma, Flamínio deu ordem para o avanço. Aníbal esperou até que os primeiros soldados das tropas do cônsul entrassem em contato com seus próprios homens, estacionados abaixo no corpo principal de seu exército, e, então, fez soar as trombetas de bronze, sinistro som em meio ao nevoeiro. Das escarpas ocidentais perto de Malpasso, a norte, até a aldeia de Sanguineto, os gauleses e a cavalaria pesada vieram como trovões, atingindo as legiões em seu flanco esquerdo e fechando a passagem atrás delas. Citando Tito Lívio: "(…) sua investida foi a mais súbita e da mais total imprevisibilidade, visto que, como a neblina vinda do lago era menos densa nas altitudes do que na planície, as colunas dos oponentes tinham ficado claramente visíveis nas diversas colinas e conseqüentemente desfecharam seu ataque aproximadamente ao mesmo tempo".
Detido em sua vanguarda, e pilhado no flanco e na retaguarda, o exército consular nem mesmo tivera tempo de organizar uma ordem de batalha quando as ondas de atacantes os atingiram. O lago à sua direita, emergindo luminoso e tranquilo à medida que o sol surgia, não dava às legiões qualquer esperança. Através da vacilante neblina os selvagens gauleses, a cavalaria pesada e os moscardos númidas atacavam sem parar. Os romanos eram mortos onde estavam, ou forçados para trás, em passo relutante, na direção das rasas margens do lago. Toda a ordem — aquela disciplinada ordem na qual a soldadesca de Roma confiava para sua força — estava perdida, ou nem chegara a ser mantida, tão súbito havia sido o ataque. As fileiras de avanço, fiéis àquela obstinada coragem que distinguia os romanos, abriam seu caminho duramente pelas escarpas voltadas para o acampamento cartaginês, enquanto o corpo principal do exército e a retaguarda eram dilacerados em tiras. "Não foi uma batalha ordenada", escreve Lívio, "com as tropas dispostas em fileira tripla, nem a vanguarda lutava à frente dos estandartes e o resto do exército atrás deles, nem cada soldado ficava em sua própria coorte e manipulo de legião: era o acaso quem os agrupava, e a bravura própria de cada homem determinava sua posição na vanguarda ou na retaguarda; tamanho era o furor de seu ímpeto e tão absorvidos estavam eles na luta, que um terremoto, violento o bastante para fazer desaparecer grande parte de muitas das cidades da Itália, tirar velozes riachos de seus cursos, lançar o mar sobre os rios e derrubar montanhas com grandes deslizamentos de terra, não fora sequer sentido por qualquer dos combatentes".
Por três horas a batalha rugiu naquela pequena porção de terra em forma de "U", ao norte do lago Trasimeno. Políbio, sem dúvida com lembranças da antiga Grécia em sua mente (os espartanos em Termópilas, talvez), registra com palavras adequadas a destruição do exército romano: "Assim, então, tombaram no vale aproximadamente quinze mil dos romanos, incapazes tanto de se renderem às circunstâncias, como de fazerem qualquer coisa, mas julgando, pois haviam sido educados para isso, ser seu supremo dever não fugir ou abandonar as fileiras". O próprio cônsul foi morto por um gaulês ínsubre que o reconheceu pela sua armadura; lembrando-se da campanha de Flamínio contra seus companheiros, executou sua vingança sobre o homem que lhe havia devastado a terra natal.
Os remanescentes do exército dizimado, empurrados inexoravelmente para trás ante a investida de africanos, espanhóis e gauleses, foram massacrados à beira do lago, ou mesmo dentro de suas águas. Cerca de seis mil homens que lutavam na vanguarda abriram caminho para fora da armadilha e encaminharam-se aos terrenos altos, onde puderam ver, à medida que a neblina subia, a total e completa devastação das armas romanas. No dia seguinte, foram cercados e capturados pelos cavaleiros númidas e seu líder Maárbal. Aníbal, cortês como sempre nos rituais de guerra, ordenou uma busca para encontrar o corpo de Flamínio de modo a lhe dar um sepultamento decente; mas, sem dúvida já desprovido de sua distinta armadura, o cônsul nunca foi encontrado. Quinze mil romanos e seus aliados morreram na batalha do Lago Trasimeno, e uma quantidade semelhante foi feita prisioneira. Os cartagineses perderam mil e quinhentos homens — um décimo das baixas do inimigo — na maioria gauleses. Fiel ao seu objetivo político de acabar com a lealdade dos aliados para com Roma, Aníbal enviou-os para casa com a mensagem de que sua guerra não era contra eles, mas somente contra os romanos. Estes últimos foram distribuídos entre o exército como prisioneiros e escravos.

## Depois da batalha

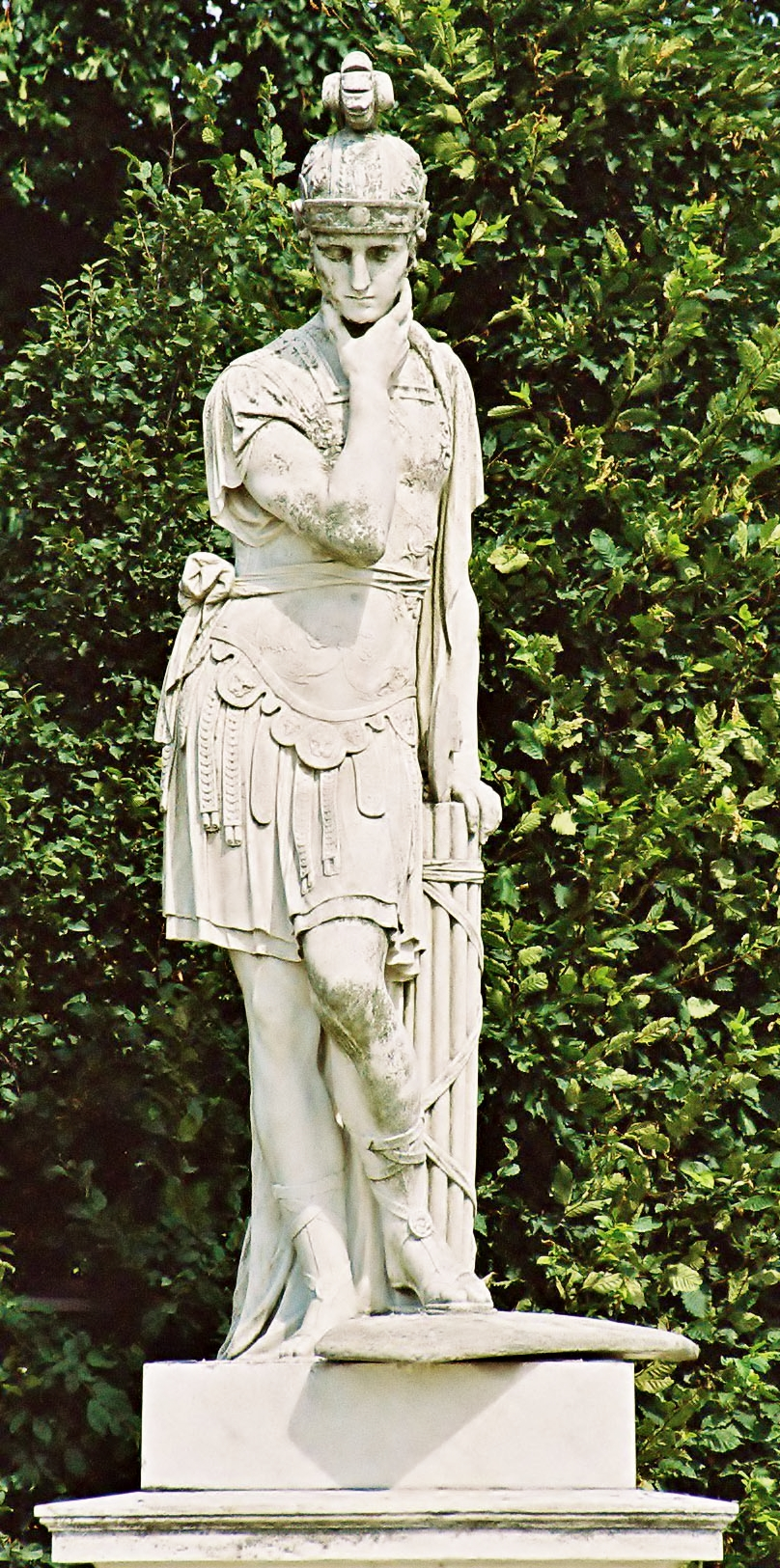
Quinto Fábio Máximo, Parque do Palácio de Schonbrunn, Viena

A batalha do Lago Trasimeno foi o maior revés das armas romanas em todos os tempos. Foi tão absoluto, e aconteceu tão perto da sua derrota na Batalha do Trébia, que quando as notícias do desastre alcançaram Roma, elas de maneira alguma poderiam ser dissimuladas. Assim que os primeiros rumores se espalharam por entre a cidade, o povo aglomerou-se, como formigas saindo de um formigueiro, impiedosamente atacado, em volta dos edifícios públicos. O pretor, o mais graduado dos magistrados romanos, uma digna e respeitada figura acima de qualquer sectarismo político, consultou o senado e convocou uma reunião dos comuns. "Houve uma grande batalha", ele disse. "Nós fomos derrotados".